# Methylhypochlorit
Methylhypochlorit ist der Ester der hypochlorigen Säure und des Methanols. Er ist instabil und kann unter Freigabe von giftigen Dämpfen explodieren. Die Instabilität der Verbindung wird von den oxidativen Eigenschaften der Hypochlorit-Gruppe verursacht. Es ist in der Erdatmosphäre eine Quelle von Chlor.

## Herstellung
Veresterung von hypochloriger Säure mit Methanol:
{\displaystyle \mathrm {CH_{3}OH+HClO\longrightarrow CH_{3}OCl+H_{2}O} }
Es entsteht auch in der höheren Atmosphäre durch Reaktion von Methylperoxylradikalen CH3OO mit Chlormonoxid.
{\displaystyle \mathrm {CH_{3}OO+ClO\longrightarrow CH_{3}OCl+O_{2}} }

## Sicherheitshinweise
Bei Methylhypochlorit handelt es sich um eine instabile, leicht entflammbare, explosive Substanz. Die Verbindung ist ein Oxidationsmittel und als solches brandfördernd. Bei Kontakt mit Wasser zersetzt sich die Substanz der Veresterungsreaktion gemäß. Somit entstehen beim Einatmen ätzende Dämpfe, welche die Lungenbläschen angreifen. Auch zersetzt sich Methylhypochlorit unter bei hohen Temperaturen in folgenden Reaktionen:
{\displaystyle \mathrm {CH_{3}OCl\ \longrightarrow \ HCHO\ +\ HCl} }
{\displaystyle \mathrm {2\ CH_{3}OCl\ \longrightarrow \ HCO_{2}CH_{3}\ +\ 2\ HCl} }
{\displaystyle \mathrm {2\ CH_{3}OCl\ \longrightarrow \ CH_{3}OH\ +\ HCHO\ +\ Cl_{2}} }
{\displaystyle \mathrm {CH_{3}OCl\ \longrightarrow \ HCl+CO+H_{2}} }